# 아완 왕조
아완 왕조는 엘람의 첫 왕조로 건국자는 펠리이다. 아완 왕조는 초기에 수메르에서 문화적인 영향을 받았다.
아완은 엘람의 고대 도시로 위치는 알려지지 않았지만 수사의 북쪽으로 추정된다.

## 아완의 왕
- 펠리 (Peli, ca. 2450 BC)
- 타아르 (Taar, Tari 또는 Tata)
- 우쿠-타니쉬 (Ukku-tahish)
- 히슈르 (Hishur)
- 슈슌-타라나 (Shushun-tarana)
- 나필 (Napil-hush)
- 키쿠-시웨-템티 (Kiku-siwe-temti)
- 루-이샨 (Luh-ishan)
- 히솁-라텝 (Hishep-ratep)
- 에쉬품 (Eshpum)
- 일리쉬마니 (Ilishmani)
- 에피르무피 (Epirmupi)
- 헬루 (Helu, ca. 2300-2280 BC)
- 히타 (Hita, ca. 2280-2250 BC)
- 아카드 시대
- 심피슉 (Shimpishuk)
- 쿠틱-인슈시낙 (Kutik-Inshushinak, ca. 2240-2220 BC)
- 신수메르 (우르II)